# Carlos Luis Spegazzini
Carlos Luis Spegazzini oder Carlo Luigi Spegazzini (* 20. April 1858 in Bairo, Italien; † 1. Juli 1926 in La Plata, Argentinien) war ein italienisch-argentinischer Botaniker und Mykologe. Sein offizielles botanisches Autorenkürzel lautet „Speg.“. Früher war auch das Kürzel „Spegazz.“ in Gebrauch.

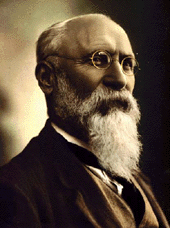
Carlos Luis Spegazzini

## Leben

### Ausbildung in Italien
Carlo Luigi Spegazzini absolvierte seine komplette schulische und universitäre Ausbildung in Italien. Von 1876 bis 1879 studierte er an der Königlichen Schule für Weinbau und Önologie in Conegliano. Hier erlernte er mehrere Fremdsprachen und spezialisierte sich unter Anleitung des berühmten italienischen Mykologen Pietro Andrea Saccardo auf das Studium der Pilze. In ersten Veröffentlichungen befasste er sich mit parasitären Pilzen der Weinrebe sowie den Großpilzen Norditaliens.

### Erste Jahre in Argentinien
Nach Abschluss seiner Studienzeit brach Spegazzini 1879 nach Südamerika auf, um dort als Wissenschaftler weitere Erfahrungen zu sammeln. Er erreichte nach einem Zwischenaufenthalt in Brasilien gegen Ende des Jahres Argentinien. Hier trat er eine Assistentenstelle an der Physikalisch-Naturwissenschaftlichen Fakultät der Universidad de Buenos Aires an. Im Jahre 1881 nahm Spegazzini an der italienisch-argentinischen Bove-Expedition nach Patagonien und Feuerland teil, auf der er 1108 bis dahin unbekannte Arten von Pflanzen und Pilzen entdeckte. Auf dieser Expedition erlitt er bei Kap Hoorn Schiffbruch und musste sein Herbarium und die Notizen schwimmend an Land retten. Spegazzini nutzte den Aufenthalt, um Kultur und Sprache der einheimischen Bevölkerung Feuerlands zu studieren. Später veröffentlichte er eine Grammatik ihrer Sprache.

### La Plata
Nach seiner Rückkehr war Carlos Spegazzini Mitglied der Kommission, die den Standort für die neu zu gründende Hauptstadt der Provinz Buenos Aires (das spätere La Plata) auswählte. In La Plata ließ er sich 1884 selbst dauerhaft nieder. Er beteiligte sich am Aufbau der neu gegründeten Universidad Nacional de La Plata, hielt Vorlesungen an den Fakultäten für Naturwissenschaften, Landwirtschaft, Chemie und Pharmazie und gründete das Arboretum.

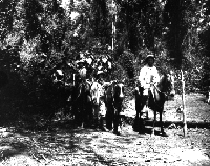
Foto von einer Expedition, an der Carlos Spegazzini teilnahm

Carlos Spegazzini unternahm in der Folgezeit mehr als 20 Forschungsreisen durch Argentinien, Chile, Brasilien und Paraguay. Sein persönliches Herbarium enthielt etwa 4000 südamerikanische Pilzarten, wovon etwa die Hälfte neue Arten waren. Er galt zu seiner Zeit als einer der weltweit führenden Mykologen. Daneben befasste sich Spegazzini auch intensiv mit Gefäßpflanzen, von denen er etwa 1000 neue Arten beschreiben konnte.
Im Jahre 1924 gab er die Zeitschrift Revista Argentina de Botánica heraus, von der allerdings nur vier Ausgaben erschienen.

## Nachwirkung
Carlos Luis Spegazzini vermachte sein Haus, die Sammlungen, seine Bibliothek und die wissenschaftlichen Instrumente der Universität von La Plata mit der Auflage, ein Botanisches Institut zu gründen, das seinen Namen tragen solle. Das Institut Carlos Spegazzini wurde 1930 eröffnet und besteht noch heute. Auch das Botanische Museum der Universität von La Plata trägt seit 1947 seinen Namen.
Nach Carlos Luis Spegazzini wurden mehrere Pflanzen- und Pilzarten benannt, darunter der Kaktus Rebutia spegazziniana. Die Pilzgattungen Carlosia G.Arnaud, Neospegazzinia Petr. & Syd., Spegazziniella Batt. & I.H.Lima, Spegazzinula Sacc. und die Pflanzengattung Spegazziniophytum Esser aus der Familie der Wolfsmilchgewächse (Euphorbiaceae) sind nach ihm benannt.
Der Spegazzini-Gletscher im argentinischen Nationalpark Los Glaciares sowie die Stadt Carlos Spegazzini im Großraum Buenos Aires wurden ebenfalls nach ihm benannt. 

## Schriften
- Fungi Fuegiani. 1888.
- Fungi Argentini. 1898.
- Flora de la provincia de Buenos Aires. 1905.
- Cactacearum Platensium Tentamen. In: Anales del Museo Nacional de Buenos Aires. 3. Folge, Band 4, 1905, S. 477–521, (online).